# Passaporto monegasco
Il passaporto monegasco è il documento di riconoscimento rilasciato dal Principato di Monaco ai propri cittadini per i loro viaggi all'estero.
Nel 2009 i passaporti rilasciati erano circa 6000

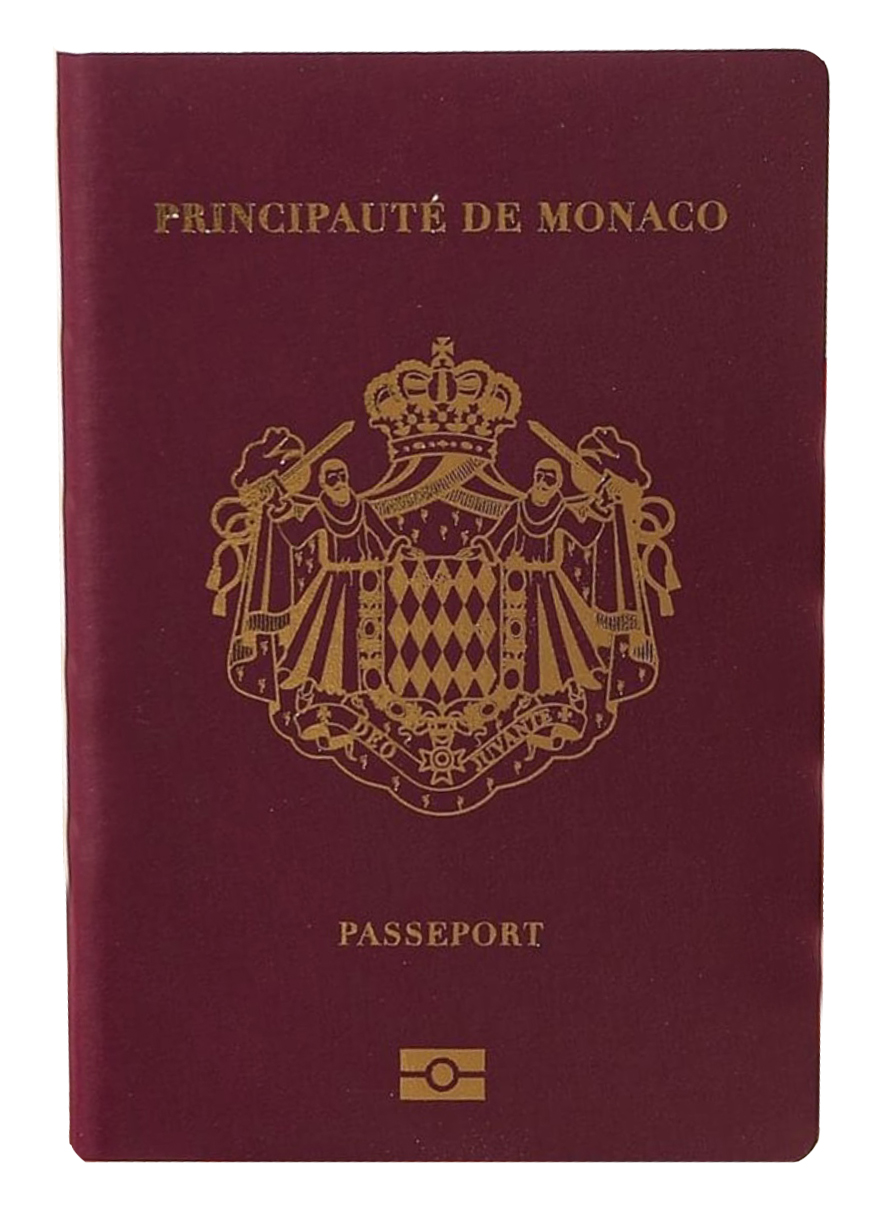
Passaporto monegasco